# Chiesa dei Santi Ciro e Giovanni
La chiesa dei Santi Ciro e Giovanni è una chiesa monumentale situata nel centro storico di Vico Equense: al suo interno si venera il santo patrono della città, san Ciro, e il santo compatrono, san Giovanni; è sede parrocchiale e regge il santuario di Santa Maria del Toro, la chiesa dell'Assunta e Monte dei Morti, la chiesa di Santa Maria delle Grazie a Puntamare e la chiesa della Santissima Annunziata.

## Storia

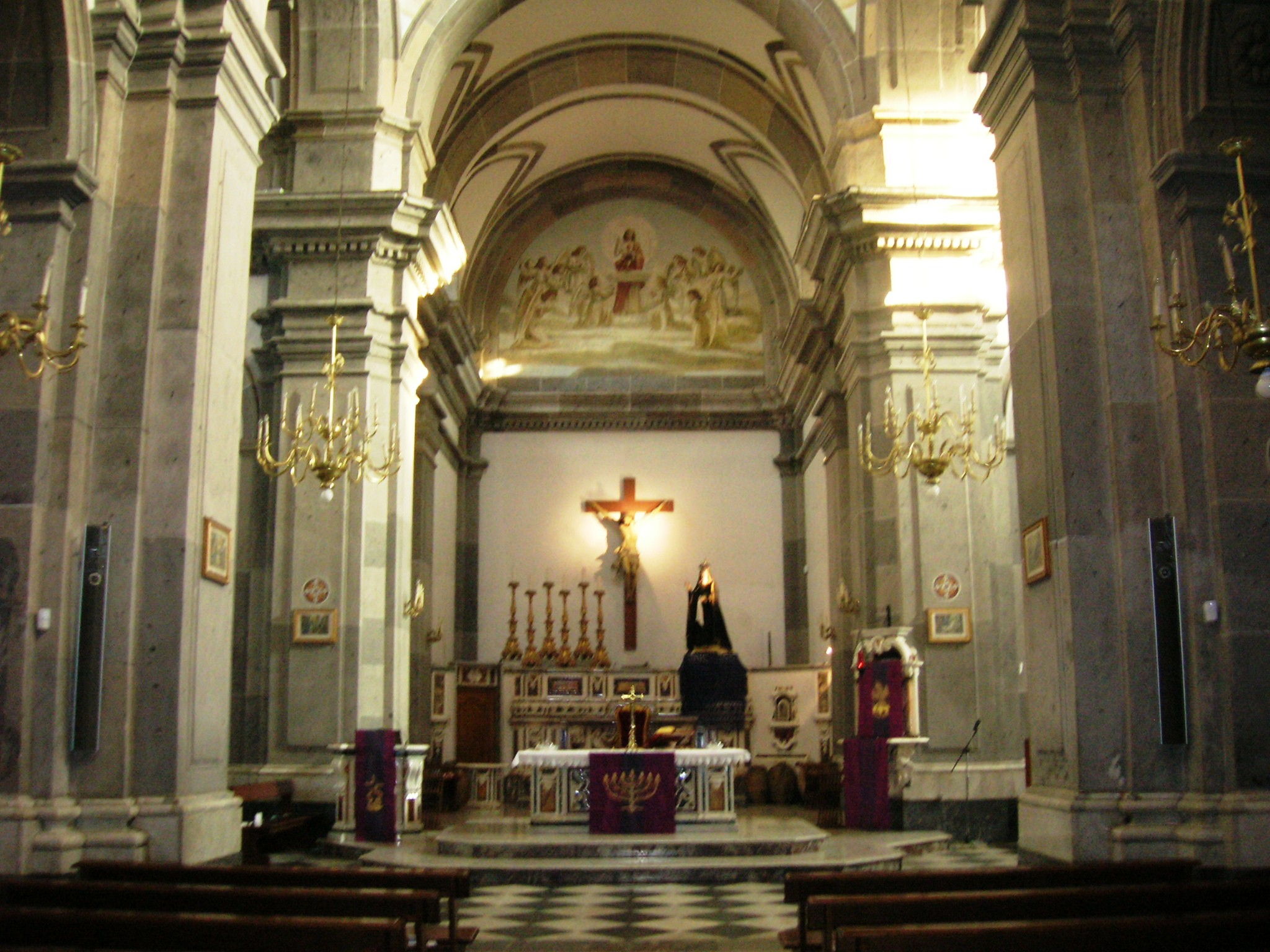
L'interno

Una primitiva chiesa, dalla semplice struttura e dimensioni ridotte, risaliva al XII secolo, mentre le prime testimonianze scritte sull'esistenza di questo luogo sacro risalgono al 1486, quando fu redatta la stipula di un contratto di fitto: l'edificio sorgeva su un terreno occupato da una villa romana, della quale riaffiorarono, nel corso degli anni, diverse rovine e reperti, come una vasca dedicata ad Apollo, conservata nel Castello Giusso; fu per anni utilizzata anche come sede del parlamento cittadino, fino al 1608, come testimoniato da alcuni atti notarili. Da un documento del 1º aprile 1500 si fa chiaro riferimento ai santi Ciro e Giovanni, come protettori della città; in un altro documento del 1541, alla vigilia della festa dei santi, veniva distribuito un barile di vino e due tomoli di nocciole.
Nel 1696 la città fu interessata da un violento terremoto e la chiesa rimase notevolmente danneggiata: si decise di costruirne una nuova, abbattendo la precedente; i lavori cominciarono all'inizio del XVIII secolo e terminarono nel 1715, costellati da numerosi problemi economici, quando fu inaugurata dal vescovo Tommaso d'Aquino, come ricordato da un'epigrafe posta all'ingresso. La solenne consacrazione avvenne nel 1774 ad opera del vescovo Paolino Pace. Numerosi sono stati nel corso degli anni gli interventi di restauro, come quelli del 1925, che consentirono l'allungamento della parete dell'abside, su progetto di Giambattista Liguori e quelli del 1967, voluti dal parroco Antonino Buonocore, quando furono allungati i bracci del transetto ed aperto un nuovo ingresso laterale, seguendo i progetti degli architetti Raffaele Salvatori e Giorgio Messina. Altri piccoli interventi di restauro si sono avuti a seguito del terremoto dell'Irpinia del 1980.

## Struttura

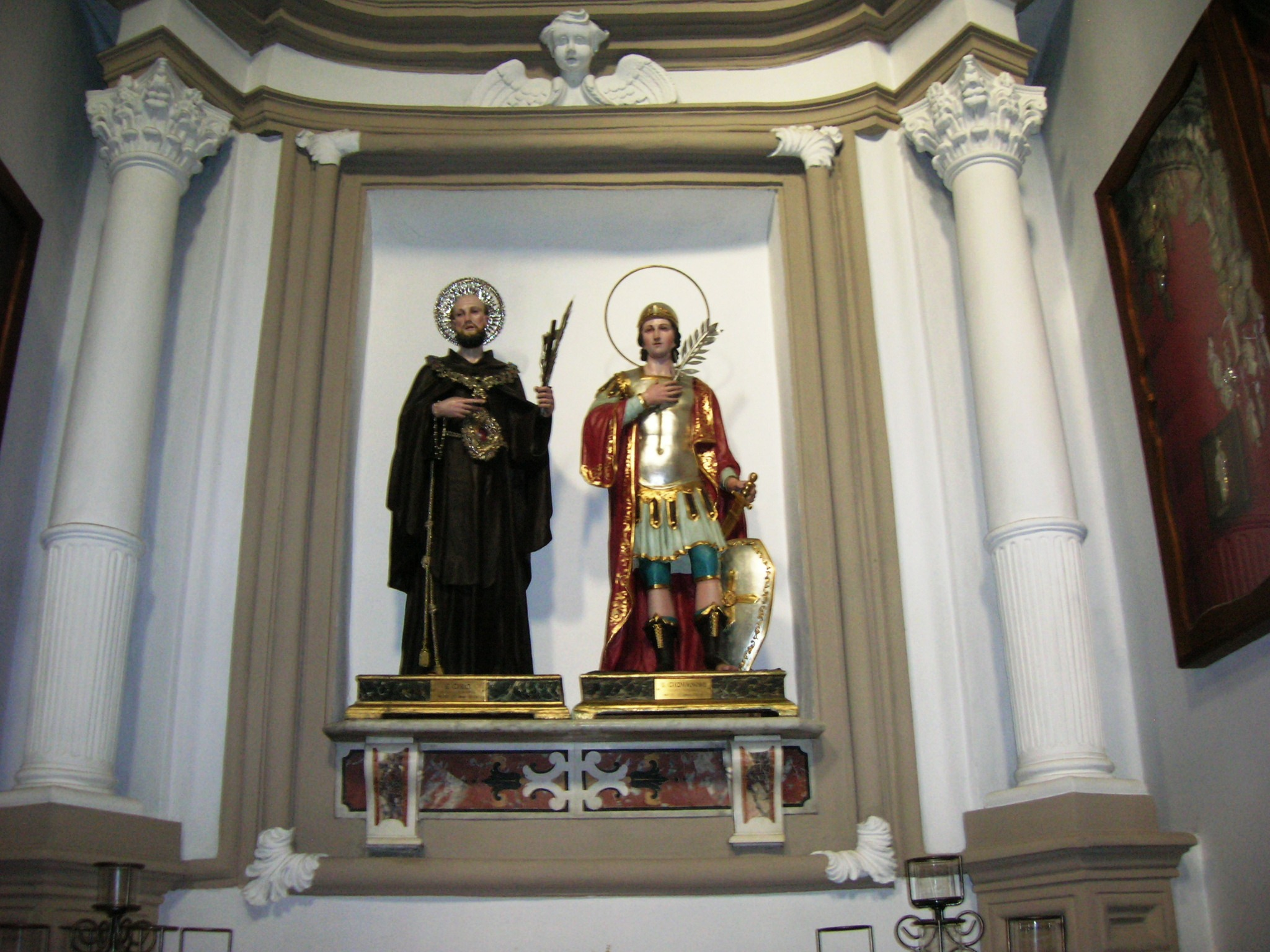
I santi Ciro e Giovanni

La chiesa, in stile barocco, presenta una facciata divisa in tre scomparti da due trabeazioni: la parte inferiore, quella più ampia, presenta il portale d'ingresso incastonato in una cornice di tufo, la parte centrale presenta al centro un ampio finestrone, mentre la parte superiore termina con una cornice, sempre in tufo, sormontata da una croce in ferro. L'interno è a croce latina, con navata centrale e cappelle laterali: quando la chiesa fu inaugurata queste erano sette ed erano dedicate al Crocifisso, all'Addolorata, a sant'Anna, alla Madonna del Rosario, a san Vincenzo Ferrer, alle anime del purgatorio e a san Domenico. L'altare maggiore, originariamente in marmo, opera di Gaetano Belli e consacrato il 4 dicembre 1785, è di modesta fattura, in quanto completamente rifatto, seguendo le regole del Concilio Vaticano II.
Tra le opere di maggior rilievo la statua in legno dell'Immacolata, posta in una delle cappelle laterali, opera di Francesco Antonio Pisano, risalente alla prima metà del XVIII secolo ed una tela, raffigurante la Deposizione, dipinta da Antonio Asturi e posta nella parte destra del transetto. Di notevole fattura il busto in argento seicentesco di san Ciro, utilizzato come reliquiario, contenente alcune spoglie del santo, donate dai padri gesuiti di Napoli; anche la statua di san Giovanni presenta un busto in argento, realizzato nel 2008 da Enrico Cuomo ed utilizzato come reliquiario. Presente un organo risalente al 1930. La cupola è rivestita da maioliche, mentre il campanile è stato eretto nel 1873, su disegno dell'architetto Domenico D'Ordi, sostituendo quello precedente, gravemente danneggiato: questo è diviso in tre ordini, con pinnacolo in stile orientale ed è stato restaurato nel 2003; ospita una campana fusa nel 1894.